# Hillia costanensis
Hillia costanensis är en måreväxtart som beskrevs av Julian Alfred Steyermark. Hillia costanensis ingår i släktet Hillia och familjen måreväxter. Inga underarter finns listade i Catalogue of Life.